# Wójcin (Warnice)
Wójcin (deutsch Waitendorf) ist ein Dorf in der Woiwodschaft Westpommern in Polen. Es gehört zur Gmina Warnice (Gemeinde Warnitz) im Powiat Pyrzycki (Pyritzer Kreis).

## Geographische Lage
Das Dorf liegt in Hinterpommern etwa 40 Kilometer südöstlich von Stettin und etwa 12 Kilometer südlich von Stargard (Stargard in Pommern) in der historischen Landschaft Weizacker. Westlich des Dorfes fließt das Flüsschen Hufnitz.
Die nächsten Nachbardörfer sind im Nordwesten Barnim (Barnimskunow), im Süden Kłęby (Klemmen) und im Südwesten Nowy Przylep (Neu Prilipp). Etwa ein Kilometer nördlich liegt der Wohnplatz Barnim C (Barnimskunow C).

## Geschichte
Das Dorf ist aus dem Rittergut Barnimskunow g im benachbarten Barnimskunow hervorgegangen. Dieses Rittergut war ursprünglich ein altes Lehen der adligen Familie von Billerbeck gewesen und seit dem 18. Jahrhundert durch verschiedene Hände gegangen.
Im Jahre 1852 verlegte der damalige Besitzer von Barnimskunow g, ein gewisser Rudolf Pufahl, den Gutsbetrieb aus Barnimskunow an eine neue Stelle an der Straße nach Klemmen. Zugleich löste er das im Jahre 1819 von einem Vorbesitzer gegründete Vorwerk Thiedensfelde auf. Die neue Ansiedlung umfasste fünf Wohnhäuser und neun Wirtschaftsgebäude und hatte etwa 100 Einwohner. Im Jahre 1854 erwarb Hermann von Boltenstern das Rittergut. Im Volksmund führte die Ansiedlung wegen der dortigen lehmigen Böden die Bezeichnung Lehmquatsch  oder Lehmsdorf, so dass sich der Besitzer Hermann von Boltenstern um einen offiziellen, eigenen Ortsnamen bemühte. Auf seinen Vorschlag erhielt das Gut im Jahre 1863 den amtlichen Ortsnamen Waitendorf.
Im Jahre 1910 zählte der Gutsbezirk Waitendorf 136 Einwohner. Der Gutsbezirk gehörte zum Kreis Pyritz.
Nach dem Zweiten Weltkrieg kam Waitendorf, wie ganz Hinterpommern, an Polen. Es erhielt den polnischen Ortsnamen „Wójcin“. Heute bildet das Dorf ein eigenes Schulzenamt in der Gmina Warnice (Gemeinde Warnitz).